# ATC code D10
ATC code D10 فراورده‌های ضدآکنه زیرگروهی درمانی از سیستم طبقه‌بندی شیمیایی درمانی آناتومیک است. این سیستمِ متشکل از کدهای حرفی‌عددی را سازمان جهانی بهداشت برای طبقه‌بندی داروها و سایر تولیدات پزشکی ایجاد کرده است. زیرگروه D10 جزوی از گروه آناتومیک D مرتبط به پوست و ضمائم است.

کدهای مورد استفاده در دامپزشکی (کدهای ATCvet) را می‌توان با گذاشتن حرف Q جلو کدهای انسانی ATC ایجاد کرد: مثلاً QD10. 
ممکن است نسخه‌های ملی از طبقه‌بندی ATC حاوی کدهای اضافه‌ای باشند که در این فهرست (نسخهٔ سازمان جهانی بهداشت) نیامده باشند.

## D10A Anti-acne preparations for topical use

### D10AA Corticosteroids, combinations for treatment of acne
D10AA01 فلورومتولون
D10AA02 متیل پردنیزولون
D10AA03 دگزامتازون

### D10AB فراورده‌های حاوی سولفور
D10AB01 Bithionol
D10AB02 سولفور
D10AB03 تیوکسولون
D10AB05 Mesulfen

### D10AD Retinoids for topical use in acne
D10AD01 ترتینوئین
D10AD02 Retinol
D10AD03 Adapalene
D10AD04 ایزوترتینوین
D10AD05 موترتینید
D10AD51 Tretinoin, combinations
D10AD53 Adapalene, combinations
D10AD54 Isotretinoin, combinations

### D10AEپراکسیدها
D10AE01 بنزوئیل پروکساید
D10AE51 Benzoyl peroxide, combinations

### D10AF Anti-infectives for treatment of acne
D10AF01 کلیندامایسین
D10AF02 اریترومایسین
D10AF03 کلرامفنیکل
D10AF04 Meclocycline
D10AF05 Nadifloxacin
D10AF06 سولفاستامید
D10AF51 Clindamycin, combinations
D10AF52 Erythromycin, combinations

### D10AX Other anti-acne preparations for topical use
D10AX01 آلومینیم کلرید
D10AX02 رزورسینول
D10AX03 آزلاییک اسید
D10AX04 آلومینیوم اکسید
D10AX05 داپسون
D10AX30 Various combinations

## D10B Anti-acne preparations for systemic use

### D10BA Retinoids for treatment of acne
D10BA01 ایزوترتینوین

### D10BX Other anti-acne preparations for systemic use
D10BX01 Ichtasol